# Volker Göttlich
Volker Göttlich (* 10. Januar 1955) ist ein deutscher ehemaliger Fußballspieler. Für die Betriebssportgemeinschaft BSG Glückauf Sondershausen bestritt er in den 1980er Jahren Zweitligafußball.

## Sportliche Laufbahn
Die ersten Spiele im Männerbereich absolvierte Volker Göttlich als 20-Jähriger bei der BSG Landbau Bad Langensalza in der drittklassigen Bezirksliga Erfurt. 1977 war er am Aufstieg der BSG in die zweitklassige DDR-Liga beteiligt.
Göttlich wechselte jedoch zurück in die Bezirksliga zur BSG Glückauf Sondershausen. Dort bestritt er drei Spielzeiten, ehe er 1980 mit der Mannschaft ebenfalls in die DDR-Liga aufstieg. Bis 1984 war er Stammspieler in der 1. Mannschaft, wo er regelmäßig als Mittelfeldspieler eingesetzt wurde. In den vier Spielzeiten fehlte Göttlich lediglich bei sechs Punktspielen, dabei erzielte er drei Tore. In der Spielzeit 1984/85, die über 34 Runden lief, kam er nur in der Rückrunde mit 14 Ligaspielen  zum Einsatz. Nachdem er zunächst als Verteidiger spielen musste, wurde er zum Saisonende doch wieder im Mittelfeld aufgeboten. Mit 30 Jahren absolvierte Göttlich seine letzte DDR-Liga-Saison. Er spielte über die gesamte Saison, stand aber nur neunmal in der Startelf, in sechs weiteren Spielen wurde er erst später eingewechselt. Für die Saison 1986/87 wurde er zwar noch für den DDR-Liga-Kader gemeldet, kam dort aber nicht mehr zum Einsatz. 1983/84 hatte er für eine Saison das Amt des Mannschaftskapitäns bekleidet. Danach wechselte die Funktion jährlich.
In seinen sechs Spielzeiten in der DDR-Liga hatte Volker Göttlich 113 Punktspiele absolviert und dabei drei Tore erzielt.